# Eleanor Hallowell Abbott

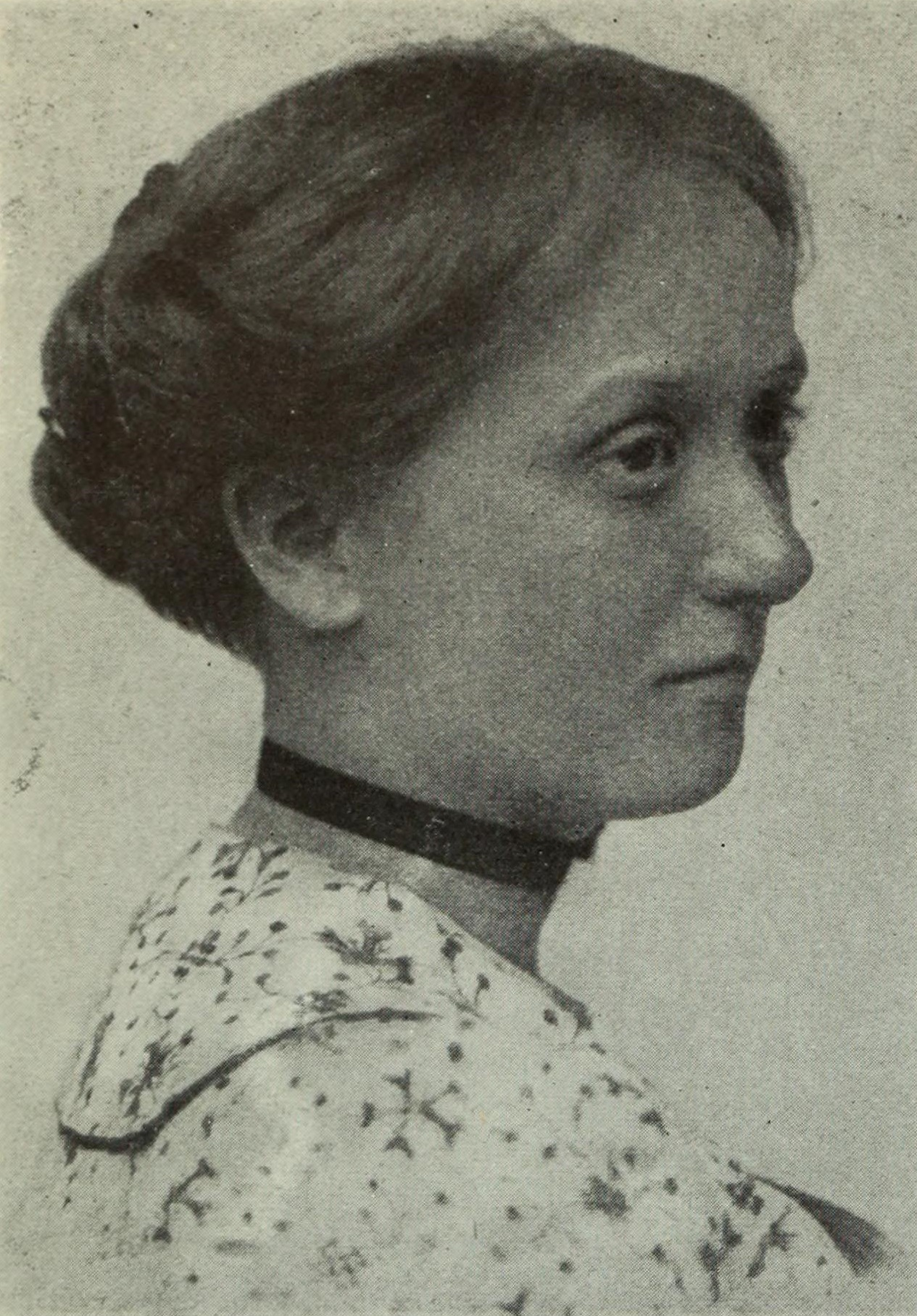
Eleanor Hallowell Abbott

Eleanor Hallowell Abbott (Mrs. Fordyce Coburn) (* 22. September 1872 in Cambridge, Massachusetts; † 4. Juni 1958 in Portsmouth, Hampshire, Vereinigtes Königreich) war eine US-amerikanische Dichterin, Romanschriftstellerin und Kinderbuchautorin.

## Leben
Eleanor Hallowell Abbott war die jüngste Tochter des Geistlichen Edward Abbott und der Clara Davis Abbott. Ebenso wie ihr Vater gehörte auch ihr Onkel Lyman Abbott dem klerikalen Stand an. Ihr Großvater väterlicherseits war der bekannte amerikanische Jugendschriftsteller Jacob Abbott. Sie wuchs in einer religiösen und gelehrten Atmosphäre auf und besuchte Privatschulen in ihrer Heimatstadt Cambridge. Obwohl sie den Unterricht nicht mochte und eher zu den schlechteren Schülern zählte, förderten die Lehrer ihre ersten literarischen Versuche. Später besuchte sie das Radcliffe College. Vier Jahre lang übte sie den Beruf einer Privatsekretärin und Englischlehrerin an der Lowell State Normal School in Massachusetts aus.
Im November 1908 feierte Abbott ihre Hochzeit mit dem Arzt Fordyce Coburn. Bald danach übersiedelte das Ehepaar auf ein in der Nähe von Wilton in New Hampshire gelegenes Gut. Mit ihrem Gemahl, der sie in ihre schriftstellerischen Ambitionen unterstützte, führte sie eine harmonische Ehe, aus der jedoch keine Kinder hervorgingen. Ihre Hobbys waren u. a. Reiten und Wandern.
Abbotts frühe Gedichte und Kurzgeschichten fanden keine Beachtung. Kurz nach ihrer Heirat hatte sie erste literarische Erfolge. 1909 veröffentlichte die bedeutende amerikanische Zeitschrift Harper’s Magazine zwei ihrer längeren Gedichte. Im nächsten Jahr erschien ihr bekanntester Roman Molly Make-Believe. Insgesamt schrieb sie 14 Romane und 75 Kurzgeschichten. Ihre in den 1910er und 1920er Jahren erfolgreichen Werke weisen stets einen sehr romantischen, wenngleich oft banalen Handlungsverlauf auf und gehen immer gut aus. Ihre Protagonistinnen sind kühne, nervöse und redselige junge Mädchen; ihre männlichen Figuren zeichnen sich hingegen eher durch Gelassenheit, Standhaftigkeit und geduldiges Ertragen von Leid aus. Die Handlungen und Gestalten ihrer Romane werden von Kritikern häufig als sehr unrealistisch eingeschätzt. 1921 gab Abbott Grimm’s Fairy Tales heraus. 1936 erschien ihre Autobiographie Being Little in Cambridge When Everyone Else Was Big, in der sie sehr emotionell ihre konservativ geprägten Jugendjahre in Cambridge beschreibt.
Im Alter litt Abbott an chronischer Arthritis. Sie wurde 85 Jahre alt und starb 1958.

## Werke
- Molly Make-Believe (1910)
- The Sick-A-Bed-Lady, and Other Stories (1911)
- White Linen Nurse (1913)
- Little Eve Edgarton (1914)
- The Indiscreet Letter (1915)
- The Stingy Receiver (1917)
- The Ne’er-Do-Much (1918)
- Love and Mrs. Kendrue (1919)
- Old Dad (1919)
- Peace on Earth (1920)
- Rainy Week (1921)
- Fairy Prince, and Other Stories (1922)
- Silver Moon (1923)
- Love and the Ladies (1928)
- But Once a Year: Christmas Stories (1928)
- The Minister Who Kicked the Cat, and Other Stories (1932)
- Being Little in Cambridge When Everyone Else Was Big (Autobiographie, 1936)